# Minegumo (1938)
El Minegumo (峯雲 cumbre nubosa?) fue un destructor de la clase Asashio, que sirvió en la Armada Imperial Japonesa durante la Segunda Guerra Mundial. 

## Historia
- Construido en Osaka, Japón.
- Escoltó a los transportes que desembarcaron tropas en Vigan City, en el noroeste de Luzón, el 11 de diciembre de 1941.
- Dio cobertura a los desembarcos en Tarakan, Borneo el 21 de enero de 1942.
- El 27 de febrero de 1942 toma parte en la Batalla del Mar de Java, resultando dañado por fuego artillero.
- En marzo de 1942 toma parte en las operaciones en la Isla de Navidad.
- Tomó parte en la Batalla de Midway como escolta.
- Dio apoyo en la Batalla de las Salomón Orientales en agosto de 1942.
- El 5 de octubre de 1942 resulta gravemente dañado por un ataque aéreo a 230 kilómetros de Guadalcanal.
- En los inicios de la batalla del estrecho de Blackett, el 5 de marzo de 1943, se cree que junto al Murasame hundió el submarino USS Grampus (SS-207).
- Al día siguiente, ambos destructores fueron localizados por la Task Force 68 cerca de Vila, al sur de la isla de Kolombangara, después de lanzar suministros a las tropas japonesas allí destacadas, en una de las arriesgadas misiones del Tokyo Express. Ambos destructores resultaron hundidos, pero solo hubo supervivientes en el Minegumo.